# الكومي
قرية الكومى هي إحدى القرى التابعة لمركز طامية في محافظة الفيوم في جمهورية مصر العربية. حسب إحصاءات سنة 2006، بلغ إجمالي السكان في الكومى 5562 نسمة، منهم 2948 رجل و2614 امرأة.